# Баничан
Ба́ничан (болг. Баничан) — село в Благоєвградській області Болгарії. Входить до складу громади Гоце Делчев.

## Населення
За даними перепису населення 2011 року у селі проживали 611 осіб.
Національний склад населення села:
| Національність   | Кількість осіб | Відсоток |
| ---------------- | -------------- | -------- |
| болгари          | 560            | 94,1%    |
| цигани           | 19             | 3,2%     |
| інша             | 13             | 2,2%     |
| Всього відповіли | 595            |          |

Розподіл населення за віком у 2011 році:
Динаміка населення: